# اجتماع مجزا

اجتماع مجزا

اجتماع مجزا (به انگلیسی: disjoint union) یا اجتماع متمایز (به انگلیسی: discriminated union) در ریاضیات، برای یک خانواده از {\displaystyle (A_{i}:i\in I)} از مجموعه‌ها برابر یک مجموعه {\displaystyle A} (با نماد {\displaystyle \bigsqcup _{i\in I}A_{i},} ) با یک تابع یک‌به‌یک برای هر {\displaystyle A_{i}} به {\displaystyle A}  است، به این روش که تصاویر این توابع یک‌به‌یک، تشکیل یک افراز از {\displaystyle A} را می‌دهند (یعنی، هر عنصر از {\displaystyle A} دقیقا به یکی از این تصاویر تعلق دارند). اجتماع مجزا از یک خانواده از مجموعه‌های دوبه‌دو مجزا برابر اجتماع‌شان است. به زبان نظریه رسته‌ها، اجتماع مجزا برابر هم‌ضرب یا coproduct از رسته مجموعه‌ها است. از این رو اجتماع مجزا تاحدودی به صورت برابر با یک تناظر‌دوسویه تعریف شده است.
یک روش استاندارد برای ساخت اجتماع مجزا آن است که {\displaystyle A} را به صورت مجموعه زوج‌های مرتب {\displaystyle (x,i)} تعریف کنیم، به این شیوه که {\displaystyle x\in A_{i},} باشد و توابع یک‌به‌یک  {\displaystyle A_{i}\to A} توسط {\displaystyle x\mapsto (x,i)} برقرار باشد.

## مثال
مجموعه‌های {\displaystyle A_{0}=\{5,6,7\}} و {\displaystyle A_{1}=\{5,6\}} را درنظر بگیرید. می‌توان عناصر مجموعه را براساس ریشه مجموعه اندیس (نمایه) کرد، این‌کار از طریق ساخت مجموعه‌های مرتبط زیر انجام می‌شود
{\displaystyle {\begin{aligned}A_{0}^{*}&=\{(5,0),(6,0),(7,0)\}\\A_{1}^{*}&=\{(5,1),(6,1)\},\\\end{aligned}}}
که در آن عنصر دوم در هر زوج با زیرنویس مجموعه ریشه منطبق است (برای مثال، {\displaystyle 0} در {\displaystyle (5,0)} با زیرنویس {\displaystyle A_{0},} منطبق است و غیره). اجتماع مجزای {\displaystyle A_{0}\sqcup A_{1}} را به این روش می‌توان محاسبه نمود:
{\displaystyle A_{0}\sqcup A_{1}=A_{0}^{*}\cup A_{1}^{*}=\{(5,0),(6,0),(7,0),(5,1),(6,1)\}.}

## تعریف
دلیل وجود دو تعریف، مربوط به جمع مستقیم داخلی و خارجی است.

### نوع اول:اجتماع دو مجموعهٔ مجزا
یک مجموعه {\displaystyle X} اجتماع مجزای سیستم مجموعه‌ها می‌شود، {\displaystyle (X_{i})_{i\in I}} از زیرمجموعه‌های {\displaystyle X_{i}\subseteq X} و نوشته می‌شود:
{\displaystyle X={\dot {\bigcup _{i\in I}}}X_{i},}
وقتی شرایط زیر برقرار باشد:
- {\displaystyle X_{i}\cap X_{j}=\varnothing ,} اگر {\displaystyle i\neq j}× بدین معنی است که {\displaystyle X_{i}} زوج مجزا هستند.
- {\displaystyle \textstyle X=\bigcup \limits _{i\in I}X_{i}}، این بدین معنی است که {\displaystyle X} اجتماع مجموعه‌های {\displaystyle X_{i}} می‌باشد.

### نوع دوم:اجتماع دلخواه مجموعه‌های مجزا
مجموعه‌های {\displaystyle X_{i}}برای {\displaystyle i\in I} داده‌شده‌اند، بدین ترتیب مجموعهٔ زیر:
{\displaystyle \bigsqcup _{i\in I}X_{i}=\bigcup _{i\in I}\{(i,x)\mid x\in X_{i}\}}
اجتماع مجموعه‌های مجزای{\displaystyle X_{i}} می‌شود، زیرا زیرمجموعه‌ها همگی به صورت مصنوعی از یکدیگر مجزا بودند.

## مثال

### مثال برای تعریف اول
اجتماع مجزای {\displaystyle A=\{1,2,3\}} و {\displaystyle B=\{4,5,6\}}.
- {\displaystyle A\cap B=\varnothing }هر دو مجموعه مجزا هستند.
- {\displaystyle A\;{\dot {\cup }}\;B=C}
- {\displaystyle C} اجتماع مجموعه‌های {\displaystyle A} و {\displaystyle B} می‌باشد ← {\displaystyle C=\{1,2,3,4,5,6\}} .
- در اینجا مجموعه‌های {\displaystyle A} و {\displaystyle B} افرازی از مجموعهٔ {\displaystyle C} هستند.

### مثال برای تعریف دوم
اجتماع مجزای مجموعه‌های {\displaystyle X_{1}=\{1,2,3\}} و  {\displaystyle X_{2}=\{1,2,3,4\}}.
- {\displaystyle I=\{1,2\}}
- {\displaystyle \textstyle \bigsqcup \limits _{i\in I}X_{i}=\bigcup \limits _{i\in I}\{(i,x)\mid x\in X_{i}\}=\{(1,1),(1,2),(1,3),(2,1),(2,2),(2,3),(2,4)\}}